# MenuetOS
MenuetOS, también conocido como MeOS, es un sistema operativo libre creado por Ville Mikael Turjanmaa para PC x86, escrito enteramente en lenguaje ensamblador (FASM) para 32 y 64 bits. Alcanzó su versión 1.0 el 15 de mayo de 2015 para la versión de 64 bits, considerada por su creador como el primer lanzamiento oficial del sistema operativo.

## Historia

### 32 bits
MenuetOS se escribió originalmente para arquitecturas x86 de 32 bits y se publicó bajo la licencia GPL-2.0-only, por lo que muchas de sus aplicaciones se distribuyen bajo la GPL.

### 64 bits
El MenuetOS de 64 bits, a menudo denominado Menuet 64, sigue siendo una plataforma para aprender a programar en lenguaje ensamblador de 64 bits. El Menuet de 64 bits se distribuye gratuitamente sólo para uso personal y educativo, pero sin el código fuente, y la licencia incluye una cláusula que prohíbe el desensamblaje.
La compatibilidad con Multi-núcleo se añadió el 24 de febrero de 2010.

## Detalles
Su núcleo es de tiempo real, monolítico, con multitarea preferente, el cual incluye controladores de vídeo, redes, audio, dispositivos USB, teclados, sintonizadores de TV, webcams e impresoras, entre otros tipos de dispositivos.
Su desarrollo se ha enfocado en el objetivo de que permita desarrollar de manera eficiente, sencilla y rápida. Tiene un escritorio gráfico, juegos y conectividad, mediante una pila TCP/IP. Aun así, cabe en un disco flexible de 1'44MB. También facilita la programación fácil y completa en lenguaje ensamblador. Esto se opone a la visión habitual según la cual el lenguaje ensamblador sólo es útil en sistemas viejos o empotrados.
Originalmente fue escrito para la arquitectura x86 y licenciado bajo la licencia GPL, por lo que muchas de sus aplicaciones son distribuidas bajo la misma licencia. La versión de 64 bits, habitualmente llamada "Menuet 64", sigue siendo una plataforma de aprendizaje para la programación en ensamblador de 64 bits; pero a diferencia de la versión de 32 bits, se distribuye como freeware sin el código fuente de los componentes centrales. Menuet 64 funciona tanto en Hardware real como virtualizado.
También tiene una distribución en CD, la que viene con muchas aplicaciones ya preinstaladas.
Algunas características:
- Programación en 32 y 64 Bits en FASM
- GUI con resoluciones de hasta 1280x1024, en 16 millones de colores
- IDE: Editor/Macro Assembler para aplicaciones
- TCP/IP
- Aplicaciones de red incluidos servidores ftp://http/mp3
- Forma libre para las ventanas de aplicaciones
- Cabe en un solo disquette de 1,44 Mb, y arranca tanto desde un USB como desde un CD
- Reproductor de video
- Reproductor de DVD/MP3
- Cliente HTTP
- Soporte para DVB-T
- Soporte para USB 2.0
- Soporte Multiprocesador, multitarea, multihilo.

## Redes
MenuetOS tiene capacidades de red y una pila TCP/IP operativa, por lo cual tiene soporte para los distintos protocolos antes nombrados como FTP, HTTP e IRC.

## Soporte de lenguajes de alto nivel
El objetivo principal de Menuet ha sido crear un entorno sencillo para la programación en ensamblador, pero es posible hacer funcionar programas escritos en lenguajes de alto nivel. El mayor esfuerzo individual hacia el soporte de lenguajes de alto nivel se realiza portando las bibliotecas de C a Menuet.

## Distribuciones y traducciones
La distribución principal de 64 bits es ahora propietaria. Existen traducciones de la versión de 32 bits, incluyendo al ruso, chino, checo y serbio.